# Junko Ōhashi
Pour les articles homonymes, voir Ōhashi.
 (mai 2024).
La mise en forme du texte ne suit pas les recommandations de Wikipédia : il faut le « wikifier ».
Les points d'amélioration suivants sont les cas les plus fréquents. Le détail des points à revoir est peut-être précisé sur la page de discussion.
- Les titres sont pré-formatés par le logiciel. Ils ne sont ni en capitales, ni en gras.
- Le texte ne doit pas être écrit en capitales (les noms de famille non plus), ni en gras, ni en italique, ni en « petit »…
- Le gras n'est utilisé que pour surligner le titre de l'article dans l'introduction, une seule fois.
- L'italique est rarement utilisé : mots en langue étrangère, titres d'œuvres, noms de bateaux, etc.
- Les citations ne sont pas en italique mais en corps de texte normal. Elles sont entourées par des guillemets français : « et ».
- Les listes à puces sont à éviter, des paragraphes rédigés étant largement préférés. Les tableaux sont à réserver à la présentation de données structurées (résultats, etc.).
- Les appels de note de bas de page (petits chiffres en exposant, introduits par l'outil «  Source ») sont à placer entre la fin de phrase et le point final[comme ça].
- Les liens internes (vers d'autres articles de Wikipédia) sont à choisir avec parcimonie. Créez des liens vers des articles approfondissant le sujet. Les termes génériques sans rapport avec le sujet sont à éviter, ainsi que les répétitions de liens vers un même terme.
- Les liens externes sont à placer uniquement dans une section « Liens externes », à la fin de l'article. Ces liens sont à choisir avec parcimonie suivant les règles définies. Si un lien sert de source à l'article, son insertion dans le texte est à faire par les notes de bas de page.
- La présentation des références doit suivre les conventions bibliographiques. Il est recommandé d'utiliser les modèles {{Ouvrage}}, {{Chapitre}}, {{Article}}, {{Lien web}} et/ou {{Bibliographie}}. Le mode d'édition visuel peut mettre en forme automatiquement les références.
- Insérer une infobox (cadre d'informations à droite) n'est pas obligatoire pour parachever la mise en page.

Pour une aide détaillée, merci de consulter Aide:Wikification.
Si vous pensez que ces points ont été résolus, vous pouvez retirer ce bandeau et améliorer la mise en forme d'un autre article.
Junko Ōhashi (大橋 純子, Ōhashi Junko), née le 26 avril 1950 à Yūbari et morte à Tokyo le 9 novembre 2023, est une chanteuse japonaise généralement associée au genre city pop.
Avec une discographie de plus de 20 albums, comprenant notamment les chansons Tasogare My Love (1978) et Silhouette Romance (1981), Junko Ōhashi a surtout connu le succès entre la fin des années 1970 et le début des années 1980. Sa popularité grandit en Occident dans les années 2010 avec le renouveau de la city pop amené notamment par la chanson Plastic Love.
Après une brève pause musicale en 2018 à la suite d'un combat contre les cancers de l'œsophage et du sein, elle reprend la musique en 2019 avant de succomber des suites d'une récidive le 9 novembre 2023 à l'âge de 73 ans.

## Jeunesse
Junko Ōhashi naît le 26 avril 1950 à Yūbari, dans la région d'Hokkaidō au Japon. Aînée de quatre enfants d'une famille qui tient un restaurant, elle développe très tôt un intérêt pour le chant,. À la radio ou à la télévision, elle écoute les Beatles et du Group Sounds japonais, et dit avoir été bouleversée par sa découverte de Mas que Nada de Sérgio Mendes, qui l'amène à écouter beaucoup de bossa nova. Elle va au lycée de Yūbari et obtient son diplôme du Fuji Women's Junior College à Sapporo, où elle rejoint un groupe de musique.

## Carrière
Ōhashi commence sa carrière de chanteuse avec l'album Feeling Now en juin 1974, puis à partir de 1976 d'autres disques se succèderont assez rapidement. Sur Paper Moon, son deuxième album, la chanson éponyme devient un succès, ce qui l'amène à former le groupe Junko Ohashi & Minoya Central Station avec qui elle jouera pour certains de ses albums suivants. Elle connait son premier succès en 1978 avec la chanson Tasogare My Love, thème de la série Shishi no Gotoku sur la chaîne TBS, qui lui vaut un une médaille d'or lors de la 20e édition des Japan Record Awards. À la même période, elle accompagne Kiyohiko Ozaki lors d'une tournée live, et assurera ses premières parties.
En 1981, elle sort le single Silhouette Romance, qui se classe 7e à l'Oricon et qui reçoit le prix de la meilleure chanson à la 24e édition des Japan Record Awards. Elle se vendra à plus de 500 000 exemplaires,. Elle participe également à plusieurs éditions du concours Kōhaku Uta Gassen à partir de 1979.
En 2018, Ōhashi annonce une pause dans sa carrière après avoir été diagnostiquée d'un cancer, pour un retour prévu l'année suivante afin de fêter sa 45e année de carrière. Elle revient en effet en mars 2019, apparemment guérie, avec l'album anniversaire Terra 3 comprenant notamment une reprise de Silhouette Romance,. Elle remonte sur scène en décembre 2019, mais la pandémie la force à annuler sa tournée prévue pour 2020.

## Vie privée
Ōhashi rencontre le compositeur Ken Satō alors qu'il travaille chez Yamaha et l'épouse en 1979.

## Problèmes de santé et décès
En mars 2018, à l'occasion d'une conférence de presse à Tokyo, Junko Ōhashi annonce qu'on lui a diagnostiqué un cancer de l'œsophage à un stade précoce lors d'un examen de routine, et qu'elle annule ses tournées en cours afin de se concentrer sur son traitement. Elle les reprend effectivement un an plus tard, apparemment guérie bien que souffrant désormais d'un cancer du sein.
Le 22 mars 2023, Ōhashi annonce sur son site officiel une récidive de son cancer de l'œsophage, et qu'elle met donc de nouveau en pause ses tournées en attendant de se rétablir. Elle succombe finalement à la maladie le 9 novembre 2023 dans un hôpital à Tokyo à l'âge de 73 ans,. Ses funérailles ont lieu au temple Zōjō-ji le 16 novembre, après son incinération.

## Discographie

### Albums

#### Albums studios
| Titre                               | Détails de l'album                                                                  |
| ----------------------------------- | ----------------------------------------------------------------------------------- |
| Feeling Now                         | - Sortie : juin 1974 - Label : Philips Records - Format : LP, CD                    |
| Paper Moon                          | - Sortie : mai 1976 - Label : Philips Records - Format : LP, CD                     |
| Rainbow                             | - Sortie : avril 1977 - Label : Philips Records - Format : LP, CD                   |
| Crystal City                        | - Sortie : novembre 1977 - Label : Philips Records - Format : LP, CD                |
| Sasanami Yume Shalom (沙浪夢SHALOM) | - Sortie : juin 1978 - Label : Philips Records - Format : LP, CD                    |
| Flush                               | - Sortie : 1er décembre 1978 - Label : Philips Records - Format : LP, CD            |
| Full House                          | - Sortie : 1er juin 1979 - Label: Philips Records - Format: LP, CD                  |
| Hot Life                            | - Sortie : avril 1980 - Label : Philips Records - Format : LP, CD, cassette         |
| Tea For Tears                       | - Sortie : mai 1981 - Label : Philips Records - Format : LP, CD, cassette           |
| Tasogare (黄昏)                     | - Sortie : août 1982 - Label : Philips Records - Format : LP, CD, cassette          |
| Point Zero                          | - Sortie : 21 septembre 1983 - Label : Philips Records - Format : LP, CD, cassette  |
| Def                                 | - Sortie : 21 janvier 1988 - Label : Epic Records Japan - Format : LP, CD, cassette |
| Question                            | - Sortie : 21 novembre 1988 - Label : Epic Records Japan - Format : CD              |
| Pagoda                              | - Sortie : 21 avril 1990 - Label : Epic Records Japan - Format : CD                 |
| Miscellaneous                       | - Sortie : 1er février 1993 - Label : VAP - Format : CD                             |
| Blue Desert                         | - Sortie : 1er mars 1994 - Label : VAP - Format : CD                                |
| For Tomorrow                        | - Sortie : 1er octobre 1995 - Label : VAP - Format : CD                             |
| Tokyo Daze (東京DAZE)               | - Sortie : 1er septembre 1996 - Label : VAP - Format : CD                           |
| Time Flies                          | - Sortie : 21 août 1999 - Label : VAP - Format : CD                                 |
| Quarter                             | - Sortie : 22 août 2001 - Label : VAP - Format : CD                                 |
| June                                | - Sortie : 4 juin 2003 - Label : VAP - Format : CD                                  |
| Trinta                              | - Sortie : 21 avril 2004 - Label : VAP - Format : CD                                |

#### Albums de reprises
| Titre                                                     | Détails de l'album                                           |
| --------------------------------------------------------- | ------------------------------------------------------------ |
| J'selection Vol.1                                         | - Sortie : 2 novembre 1994 - Étiquette : VAP - Format : CD   |
| J'selection Vol.2                                         | - Sortie : 1er décembre 1995 - Étiquette : VAP - Format : CD |
| J'selection Vol.3                                         | - Sortie : 1er décembre 1996 - Étiquette : VAP - Format : CD |
| Terra                                                     | - Sortie : 19 juillet 2007 - Étiquette : VAP - Format : CD   |
| Terra 2                                                   | - Sortie : 10 juin 2009 - Étiquette : VAP - Format : CD      |
| Terra 3 – Uta wa toki wo koete (Terra3〜歌は時を越えて〜) | - Sortie : 22 mai 2019 - Étiquette : VAP - Format : CD       |

#### Albums d'auto-covers
| Titre       | Détails de l'album                                           |
| ----------- | ------------------------------------------------------------ |
| Neo History | - Sortie : 21 septembre 1993 - Étiquette : VAP - Format : CD |
| Live Life   | - Sortie : 18 juin 2014 - Étiquette : VAP - Format : CD      |

#### Compilations
| Titre                                                                                         | Détails de l'album                                                        |
| --------------------------------------------------------------------------------------------- | ------------------------------------------------------------------------- |
| Special Friend Album                                                                          | - Sortie : juin 1978 - Label : Philips - Format : LP                      |
| Tasogare My Love                                                                              | - Sortie : novembre 1978 - Label : Philips - Format : LP                  |
| Motion & Emotions                                                                             | - Sortie : novembre 1978 - Label : Philips - Format : LP                  |
| Minds                                                                                         | - Sortie : juin 1982 - Label : Philips - Format : LP                      |
| Magical                                                                                       | - Sortie : juillet 1984 - Label : Philips - Format : LP                   |
| Story (ストーリー)                                                                            | - Sortie : 25 janvier 1986 - Label : Philips - Format : CD                |
| Ohashi Junko The Best (大橋純子/THE BEST)                                                     | - Sortie : 15 août 1989 - Label : Philips - Format : CD                   |
| Ohashi Junko New Best (大橋純子/NEW BEST)                                                     | - Sortie : 26 mai 1993 - Label : Philips - Format : CD                    |
| Ohashi Junko Special 1800 (大橋純子 Special 1800)                                             | - Sortie : 21 novembre 1996 - Label : Mercury Music - Format : CD         |
| The Best Songs of Junko Ohashi                                                                | - Sortie : 5 décembre 1998 - Label : VAP - Format : CD                    |
| Treasure Collection Ohashi Junko (TREASURE COLLECTION 大橋純子)                               | - Sortie : 30 juin 1998 - Label : Mercury Music - Format : CD             |
| Super Value Ohashi Junko (スーパー・バリュー/大橋純子)                                        | - Sortie : 19 décembre 2001 - Label : Kitty Mme - Format : CD             |
| Golden Best Ohashi Junko Singles (ゴールデン☆ベスト 大橋純子 シングルス)                      | - Sortie : 26 novembre 2003 - Label : Universal Music Japan - Format : CD |
| Premium Selection Ohashi Junko (プライム・セレクション 大橋純子)                              | - Sortie : 18 janvier 2006 - Label : Universal Music Japan - Format : CD  |
| Best Hit & Karaoke Ohashi Junko (ベストヒット&カラオケ 大橋純子)                              | - Sortie : 30 août 2006 - Label : Universal Music Japan - Format : CD     |
| Ohashi Junko Best 10 (大橋純子 ベスト10)                                                      | - Sortie : 17 janvier 2007 - Label : Universal Music Japan - Format : CD  |
| Ohashi Junko Essential Best (大橋純子 エッセンシャル・ベスト)                                 | - Sortie : 19 décembre 2007 - Label : Universal Music Japan - Format : CD |
| The Premium Best Ohashi Junko (ザ・プレミアムベスト 大橋純子)                                 | - Sortie : 18 mars 2009 - Label : Universal Music Japan - Format : CD     |
| Complete Single Best                                                                          | - Sortie : 10 juin 2009 - Label : Universal Music Japan - Format : CD     |
| Golden Best Ohashi Junko Sony Music Years (GOLDEN☆BEST 大橋純子 ソニーミュージック・イヤーズ) | - Sortie : 10 juin 2009 - Label : Sony Music Direct - Format : CD         |
| Light Mellow Ohashi Junko (Light Mellow 大橋純子)                                             | - Sortie : 6 août 2014 - Label : Universal Music Japan - Format : CD      |
| Essential Best 1200 Ohashi Junko (エッセンシャル・ベスト 1200 大橋純子)                       | - Sortie : 21 mars 2018 - Label : Universal Music Japan - Format : CD     |

| Single                                                | Year | Album                               |
| ----------------------------------------------------- | ---- | ----------------------------------- |
| "Kagi wa Kaeshite!" (鍵はかえして!)                   | 1974 | Feeling Now                         |
| "Paper Moon" (ペイパー・ムーン)                       | 1976 | Paper Moon (ペイパー・ムーン)       |
| "Catchy no Uwasa" (キャシーの噂)                      | 1976 | Paper Moon (ペイパー・ムーン)       |
| "Sakanoue no ie" (坂の上の家)                         | 1976 | Non-album single                    |
| "Simple Love" (シンプル・ラブ)                        | 1977 | Rainbow                             |
| "Mr. Smile" (ミスター・スマイル)                      | 1977 | Non-album single                    |
| "Crystal City" (クリスタル・シティー)                 | 1978 | Crystal City (クリスタル・シティー) |
| "Funky Little Queenie" (ファンキー・リトル・クイニー) | 1978 | Crystal City (クリスタル・シティー) |
| "Star-Light Train" (スターライト・トレイン)           | 1978 | Non-album single                    |
| "Tasogare My Love" (たそがれマイ・ラブ)               | 1978 | Non-album single                    |
| "Safari Night" (サファリ・ナイト)                     | 1978 | Flush                               |
| "Beautiful Me" (ビューティフル・ミー)                 | 1979 | Full House                          |
| "Anata ni wa Wakaranai" (あなたにはわからない)        | 1979 | Full House                          |
| "Canadian Lullaby" (カナディアン・ララバイ)           | 1980 | Hot Life                            |
| "Ooh Boy"                                             | 1980 | Hot Life                            |
| "Moetsukite" (燃えつきて)                             | 1980 | Hot Life                            |
| "Fantasy Woman" (ファンタジック・ウーマン)            | 1981 | Tea for Tears                       |
| "Silhouette Romance" (シルエット・ロマンス)           | 1981 | Non-album single                    |
| "Samba Soleil" (サンバ・ソレイユ)                     | 1982 | Non-album single                    |
| "Tasogare" (黄昏)                                     | 1982 | Tasogare – Postcard Fantasy (黄昏)  |
| "Lost Love – Ai no Odoriba" (LOST LOVE -愛の踊り場-)  | 1982 | Magical                             |
| "Nemurenai Diamond" (眠れないダイヤモンド)            | 1988 | DEF                                 |
| "Futa Toori no Kokuhaku" (ふたとおりの告白)           | 1988 | DEF                                 |
| "Anata ni Tsutsumarete" (あなたにつつまれて)          | 1988 | Question                            |
| "Ai wa Toki o Koete" (愛は時を越えて)                 | 1992 | Non-album single                    |
| "Kekkon" (結婚)                                       | 1993 | Non-album single                    |
| "Kekkon no Risō to Genjitsu" (結婚の理想と現実)       | 1993 | Non-album single                    |
| "Rain"                                                | 1994 | Blue Desert                         |
| "20-Sai no Koro" (20才の頃)                           | 1995 | For Tomorrow                        |
| "Kinjirareta Yume no Naka de" (禁じられた夢の中で)    | 1996 | Tokyo Daze (東京DAZE)               |
| "Melody" (メロディ)                                   | 1999 | Non-album single                    |
| "Hohoemu Tame no Yuuki" (微笑むための勇気)            | 2002 | Non-album single                    |
| "Zankyō" (残響)                                       | 2005 | Non-album single                    |
| "Otona no Koi wo Shimasho" (大人の恋をしましょう)     | 2010 | Non-album single                    |